# Beaumontia multiflora
Beaumontia multiflora är en oleanderväxtart som beskrevs av Johannes Elias Teijsmann och Binn.. Beaumontia multiflora ingår i släktet Beaumontia och familjen oleanderväxter. Inga underarter finns listade i Catalogue of Life.